# Adoxophyes acrocindina
Adoxophyes acrocindina es una especie de polilla del género Adoxophyes, tribu Archipini, subfamilia Tortricinae.

## Distribución
Se distribuye por Indonesia.

## Taxonomía
Fue descrita por Diakonoff en 1983 y publicada en Zoologische Verhandelingen 204: 120.